# Remember
Remember är en sång skriven av John Lennon, utgiven 1970 på albumet John Lennon/Plastic Ono Band. Låten refererar till Lennons intresse för primalterapi och texten reflekterar över sådant man kommer ihåg ifrån terapin. Låten slutar med att Lennon sjunger orden "Remember, remember, the 5th of November", följt av en explosion, vilket är en referens till krutkonspirationen 1605.
Textraderna "If you ever change your mind about leaving it all behind" är en allusion på ett par liknande rader i låten "Bring It On Home to Me".

## Musiker
- John Lennon - sång, piano
- Ringo Starr - trummor
- Klaus Voormann - bas